# 스켈리도사우루스
스켈리도사우루스(Scelidosaurus)는 중생대 쥐라기 전기, 오늘날의 유럽에 서식한 공룡이다. 장순아목의 초기 공룡이다. 전체 몸 길이는 약 3m~4m정도이고, 체중은 400kg정도일 것으로 추정된다. 학명은 '발 도마뱀'이라는 의미를 갖는다. 등에는 가시같은 돌기가 2줄로 돋아 있고, 목에는 3개의 가시돌기가 있다. 몸 전체는 갑옷 형태의 딱딱한 껍질로 둘러싸여 있다. 이빨은 비교적 약한 편이고, 입은 앞부분이 좁은 부리모양을 띄고 있다.
검룡류의 선조로 켄트로사우루스와 스테고사우루스의 선조였다. 그 화석은 유럽, 몽골, 북아메리카 등지에서 발견되었다. 백악기 전기에 출현한 갑옷룡의 선조이기도 하다.

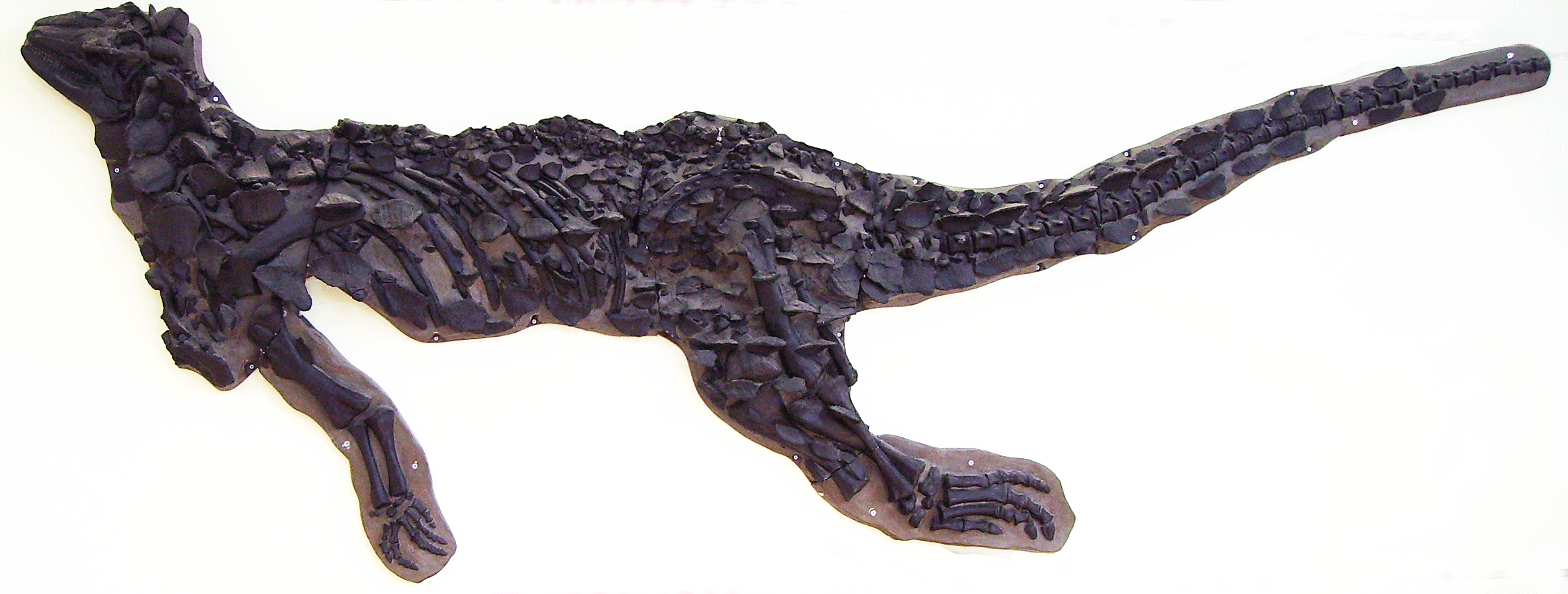
스켈리도사우루스 화석